# Erich Rein
Friedrich Erich Rein (* 13. Februar 1899 in Mitwitz, Oberfranken; † 26. Mai 1960 in Stockburg, Baden) war ein deutscher Maler und Bildhauer.

## Leben
Erich Rein studierte, unterbrochen durch seine Kriegsteilnahme 1917/18, an der Akademie in Leipzig (1915–1917) und an der Kunstakademie Karlsruhe (1919–1921). Anfang der 1920er Jahre schloss er sich der von Wilhelm Hasemann und Curt Liebich begründeten Gutacher Malerkolonie an. Dort freundete er sich auch mit dem Schwarzwaldmaler Karl Kühnle an, der zeitweise sein Schüler war. 1926 zog er nach Stockburg, heute ein Ortsteil von St. Georgen im Schwarzwald.
In seiner ersten Schaffensphase war Rein stilistisch stark von Hans Thoma beeinflusst. Im Mittelpunkt standen die Landschaftsmalerei und Porträts, unter anderen: Allegorie der Unschuld (1920), Virtus (1920), Vorfrühlingsabend (1923), Selbstporträt (1923), Mädchen auf der Wiese (1923) und Die duftige Wiese (um 1925). In den 1930er und 1940er Jahren lebte er hauptsächlich von Auftragsarbeiten. Er malte Porträts, schuf Grabmale und betätigte sich mit kirchlichen Restaurierungen.
In den 1950er Jahren hatte Erich Rein mehrere, teils sehr ausführliche Aufenthalte in Westfalen, wo er Kontakt mit der Malerin Ida C. Ströver hatte. Er fertigte Entwürfe zur Ausmalung der Margaretenklus-Kapelle auf dem Wittekindsberg bei Minden (Porta Westfalica) an, die jedoch nicht ausgeführt wurden. Auch weitere, vorwiegend bildhauerische, Aufträge sind aus dieser Zeit belegt. 
Erich Rein schuf im Laufe seines Künstlerlebens über 250 Gemälde (Landschaften, Porträts, figürliche, zum Teil religiöse Motive, allegorische Darstellungen), teils mit Bezügen zum südlichen Schwarzwald.
Außerdem war er auch literarisch tätig. So schrieb er 1953 seine Erinnerungen an die Kindheit auf, verfasste Werbetexte und (nicht realisierte) Filmdrehbücher. Erich Rein war ein Bruder des Physiologen und Hochschullehrers Hermann Rein.
Erich Rein wurde in Villingen beerdigt.

## Werke (Auswahl)
Öffentliche Auftragsarbeiten
- Triberg (Schwarzwald): Wallfahrtskirche Maria in der Tanne: Kriegerdenkmal (großer Altar mit Madonna) im Jahre 1929
- Villingen: ehemals Altes Rathaus, jetzt Franziskanermuseum: Fastnachtszene (Gruppenporträt), 1949/50
- Mitwitz (Obfr.), Rathaus: Lindenverein (Gruppenporträt), um 1950
- St. Georgen (Schwarzwald): Stadtwappen (hl. Georg zu Pferde), undatiert
- Göttingen, Foyer des Physiologischen Instituts der Universität, Büste Hermann Rein (1953)
- Löhne (Westf.), Evang. Pfarrkirche Löhne-Mahnen, sog. Schwebender Christus (1959)

Private Auftragsarbeiten
- Triberg (Schwarzwald): Altar (1933). Ursprünglich Privatbesitz, heute Schwarzwaldmuseum
- Triberg (Schwarzwald), Ortsteil Schonachbach: ehemaliges Kurheim Haus Sonneneck, Bilder
- Villingen, Dechanei des Liebfrauenmünsters: Madonnenbildnis (verschollen)